# Jenke
Jenke (szlovákul: Jenkovce) község Szlovákiában, a Kassai kerület Szobránci járásában.

## Fekvése
Nagymihálytól 32 km-re délkeletre, Ungvártól 8 km-re északnyugatra fekszik.

## Története
1288-ban említik először. Története során a Jenkey, Leszteméri és Nagymihályi családok birtoka. A 18. században a Mokcsay és Horváth családok birtokában találjuk. 1715-ben hét háztartás volt a faluban.
A 18. század végén, 1799-ben Vályi András így ír róla: „JENKE. Tót falu Ungvár Várm. földes Urai több Uraságok, lakosai katolikusok, és más félék, fekszik Pálótzhoz 1 2/4 mértföldnyire, határja jó, vagyonnyai külömbfélek.”
A 19. században az Ibrányi család tulajdona. 1828-ban 83 házában 725 lakos élt. Lakói főként mezőgazdasággal, fuvarozással és háziiparral foglalkoztak.
Fényes Elek 1851-ben kiadott geográfiai szótárában így ír a faluról: „Jenke, magyar-orosz falu, Ungh vmegyében, Ungvárhoz észak-nyugotra 1 1/2 órányira: 203 r., 220 gör. kath., 184 ref., 114 zsidó lak., kath. paroch. és ref. anyatemplommal, synagógával, s termékeny határral. F. u. Pongrácz Ferencz, Pribék, s m.”
A trianoni diktátumig Ung vármegye Ungvári járásához tartozott, majd az újonnan létrehozott csehszlovák államhoz csatolták. 1938 és 1945 között ismét Magyarország része.

## Népessége
| Év:            | 1994. | 2004.   | 2014.   | 2024.   |
| -------------- | ----- | ------- | ------- | ------- |
| Emberek száma: | 416   | 429     | 449     | 407     |
| Eltérés:       |       | +3,12 % | +4,66 % | -9,35 % |

| Év:            | 2023. | 2024.   |
| -------------- | ----- | ------- |
| Emberek száma: | 410   | 407     |
| Eltérés:       |       | -0,73 % |

1910-ben 724, túlnyomórészt szlovák anyanyelvű lakosa volt.
2003-ban 450 lakosa volt.
2011-ben 453 lakosából 431 szlovák volt.

## Neves személyek
- Itt született 1859. november 27-én Margitay Tihamér magyar festőművész.
- Itt született 1939. október 13-án Július Béreš szlovák régész.
- Itt szolgált Haan János (1779-1855) evangélikus lelkész.
- Itt szolgált Szvoboda Ferenc (1881–1968) kárpátaljai katolikus pap, a Szatmári Római Katolikus Egyházmegye apostoli kormányzója.

## Nevezetességei
- Szent István király tiszteletére szentelt, római katolikus temploma.